# Chequers
Chequers är en 1500-tals herrgård i Ellesborough som sedan 1921 tjänar som den brittiske premiärministerns officiella rekreationsbostad. Egendomen är belägen cirka 9 kilometer sydsydost om Aylesbury i Buckinghamshire i södra England. Chequers har varit lantställe för den tjänstgörande premiärministern sedan 1921 efter att egendomen gavs till nationen av Arthur Lee och hans hustru Ruth 1917, under Första världskriget, men överlämnandet skedde först 1921.  Huset är listat som klass I på National Heritage List för England.

## Namnets ursprung
Namnet "Chequers" kan härstamma från en tidig ägare av herrgården Ellesborough på 1100-talet, Elias Ostiarius (eller de Scaccario). Namnet "Ostiarius" betydde vaktmästare vid finansdepartementet och scacchiera betyder ett schackbräde på italienska. I Elias Ostiarius vapensköld fanns bland annat finansdepartementets schackbräda, så godset kan ha uppkallats efter hans vapen och ställning vid hovet. Huset gick i arv genom generationer av familjen Scaccario (stavat på många olika sätt) tills det gick in i familjen D'Awtrey, vars namn så småningom anglifierades till Hawtrey.
Alternativt kan huset ha fått sitt namn efter de chequer trees (Sorbus torminalis) som växer på dess mark. Det finns en referens till detta i boken Elizabeth: Apprenticeship av David Starkey, som beskriver Elisabeth I:s tidiga liv.

## Historia
William Hawtrey byggde den nuvarande herrgården omkring 1565, och det kan ha inneburit en rekonstruktion av en tidigare byggnad. Ett mottagningsrum i huset bär hans namn idag. Strax efter att den byggdes fungerade Hawtrey som förvaltare på Chequers för Lady Mary Grey, yngre syster till Lady Jane Grey och barnbarnsbarn till kung Henrik VII. Lady Mary hade gift sig utan monarkens samtycke, och som straff förvisades hon från hovet av drottning Elisabet I och hölls inspärrad. Lady Mary stannade på Chequers i två år. Rummet där hon sov från 1565 till 1567 är fortfarande i sitt ursprungliga skick.
Genom härstamning på kvinnolinjen och giftermål gick huset i arv genom flera familjer: Wooleys, Crokes och Thurbanes. År 1715 gifte sig husets dåvarande ägare med John Russell, ett barnbarn till Oliver Cromwell. Huset är känt för denna koppling till Cromwells och innehåller fortfarande en stor samling av Cromwell-memorabilia.
På 1800-talet anställde familjen Russell (nu familjen Greenhill-Russell) Henry Rhodes för att göra ändringar i huset i gotisk stil. Tudorpanelerna och fönstren revs ut och bröstvärn med tinnar installerades. Mot slutet av 1800-talet övergick huset genom giftermål till familjen Astley. Mellan 1892 och 1901 restaurerade Bertram Astley huset till sitt elisabetanska ursprung, med råd från Reginald Blomfield. Restaurerings- och designarbetet slutfördes av arkitekten John Birch.

### 1900-talet

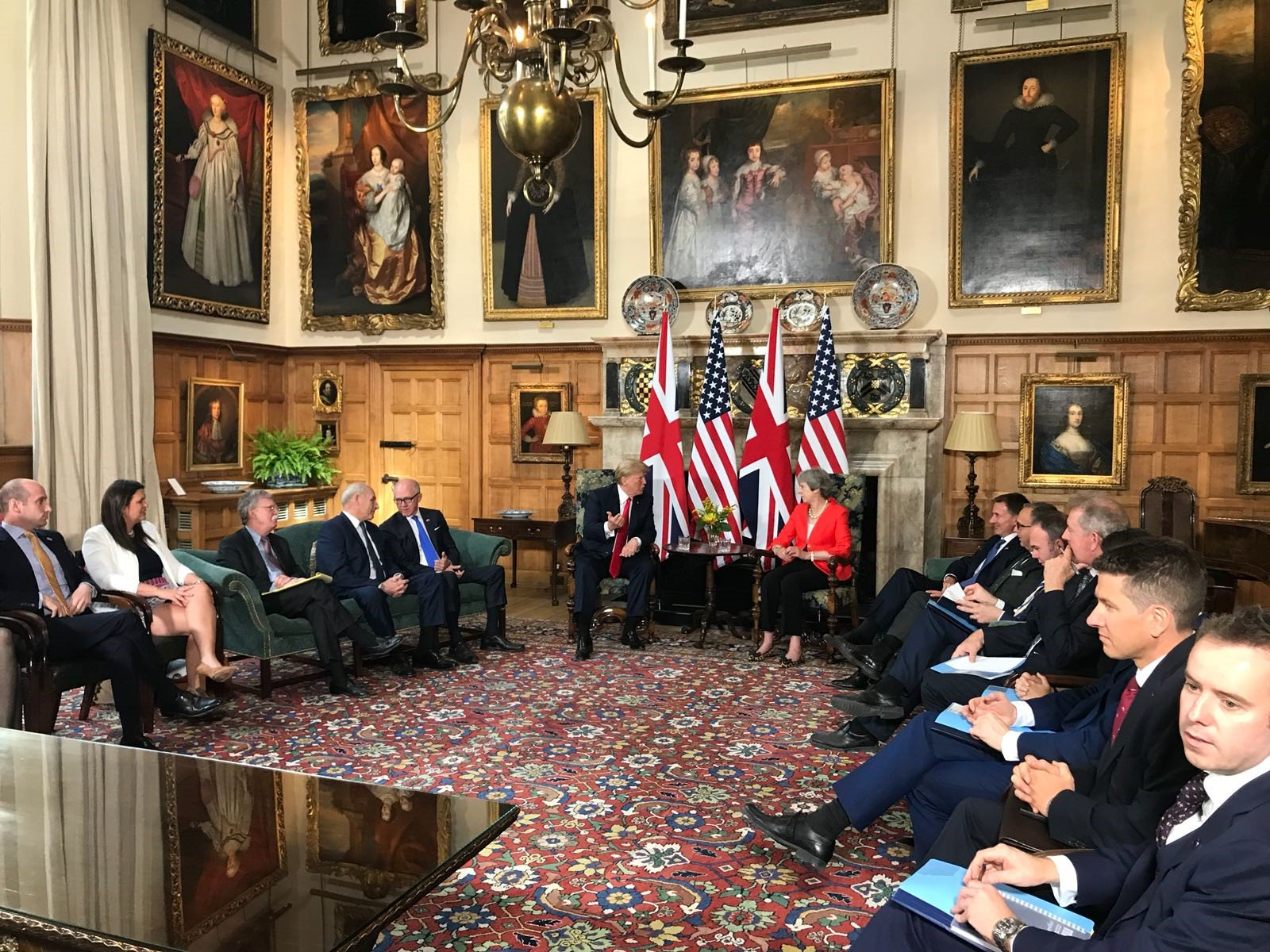
USA:s president Donald Trump och premiärminister Theresa May på Chequers 2018

År 1909 togs huset över av Arthur Lee och hans fru Ruth (en amerikansk arvtagerska). Lee anlitade omedelbart Blomfield för att restaurera interiören. Samtidigt åtog sig Henry Avray Tipping att designa flera muromgärdade trädgårdar från 1911 till 1912. År 1912, efter att den sista av husets förfäder Henry Delaval Astley hade dött, köpte Ruth Lee och hennes syster egendomen och gav den senare till Arthur Lee.
Under första världskriget blev huset sjukhus och sedan konvalescenthem för officerare. Efter kriget blev Chequers ett privat hem igen (nu inrett med många antikviteter och gobelänger från 1500-talet och Cromwells antikviteter), och de barnlösa Lees gjorde upp en plan. Medan tidigare premiärministrar alltid hade tillhört de jordägande klasserna, förde tiden efter första världskriget in en ny typ av politiker. Dessa män hade inte de rymliga lantställen som tidigare premiärministrar hade haft där de kunde ta emot utländska dignitärer eller en lugn plats där de kunde koppla av från statsangelägenheterna. Efter långa diskussioner med den dåvarande premiärministern David Lloyd George gavs Chequers till nationen som en tillflyktsort för den tjänstgörande premiärministern enligt Chequers Estate Act 1917.
Familjen Lee, vid den här tiden Lord och Lady Lee av Fareham, lämnade Chequers den 8 januari 1921 efter en sista middag i huset. En politisk meningsskiljaktighet mellan Lees och Lloyd George försurade överlämnandet, som ändå genomfördes.
Fastigheten rymmer en av de största samlingarna av konst och memorabilia som hänför sig till Oliver Cromwell i landet. Här finns också många andra nationella antikviteter och böcker, som förvaras i det berömda "långa galleriet", bland annat en dagbok av amiral Lord Nelson och Chequers Ring, ett av de få överlevande smyckena som bars av Elizabeth I. Samlingen är inte öppen för allmänheten.
Närliggande Coombe Hill var en del av egendomen fram till 1920-talet, då den gavs till National Trust. Coombe Hill och Chequers Estate är en del av Chilterns Area of Outstanding Natural Beauty, som utsågs 1965. Den anlagda parken, skogarna och de formella trädgårdarna som omger Chequers är listade som klass II i registret över historiska parker och trädgårdar.
Under den tidiga delen av andra världskriget ansågs det att säkerheten på Chequers var otillräcklig för att skydda premiärministern Winston Churchill. Därför använde han Ditchley i Oxfordshire fram till slutet av 1942, då infartsvägen, som var tydligt synlig från himlen, hade kamouflerats och andra säkerhetsåtgärder hade vidtagits.
Under Neville Chamberlains installerades en telefon – i köket; men Churchill "installerade genast ett helt batteri på sitt skrivbord och hade dem i konstant bruk", enligt Lord Portal, som tjänstgjorde som chef för flygstaben under andra världskriget.

### 2000-talet
Den 1 juni 2007 utsågs Chequers egendom till ett skyddat område enligt avsnitt 128 i 2005 års lag om grov organiserad brottslighet och polis. Detta kriminaliserade specifikt intrång i egendomen. I juli 2018 höll premiärminister Theresa May ett kabinettsmöte på Chequers för att komma överens om Storbritanniens strategi för Brexit, som blev känd som den föreslagna "Chequers-planen". I april 2020 valde premiärminister Boris Johnson att återhämta sig på Chequers efter att ha varit inlagd på sjukhus på St Thomas's i London, med andningskomplikationer från covid-19 som inkluderade en tre nätters vistelse på intensivvårdsavdelningen.

## Motsvarigheter
- Camp David, lantställe för USA:s president
- Harpsund, lantställe för Sveriges statsminister
- Harrington Lake, lantställe för Kanadas premiärminister
- Marienborg, lantställe för Danmarks statsminister
- Gullranda, lantställe för Finlands president